# Pedro I. Brazilski
Pedro I. Brazilski ili Pedro IV., kralj Portugala i Algarve (rođen u palači Queluz kraj Lisabona, 12. listopada 1798. – palača Queluz, 7. travnja 1834.) bio je prvi car Brazila.
Pripadao je dinastiji Braganza. Vladao je Brazilom od 1822. do 1831. i Portugalom od ožujka do svibnja 1826. godine. Otac je drugog brazilskog cara Pedra II.
Napoleonove trupe okupirale su Portugal 1807. To je bila kazna za Portugal, jer se nije želio pridružiti francuskoj kontinentalnoj blokadi Britanije. Devetogodišnji Pedro je s ostatkom kraljevske obitelji pobjegao u Rio de Janeiro u Brazilu. U Portugal se vratio tek 1832., poslije dvadesetčetvorogodišnjeg odsustva.
Na Bečkom kongresu 1815. odlučeno je, da Brazil postane posebna kraljevina u personalnoj uniji s Portugalom. Tako se okončao status Brazila kao portugalske kolonije. Pedrova baka, kraljica Maria I., tako je svojim portugalskim titulama dodala titulu kraljice Brazila. Umrla je 1816., njezin sin João VI. naslijedio je brazilski i portugalski tron, a Pedro je postao prijestolonasljednik. Vladao je Brazilom od 1822. do 1831. Suočavao se s velikim financijskim i političkim krizama, s kojima se na kraju nije znao nositi. Odstupio je s prijestolja i naslijedio ga je njegov sin Pedro II.